# Vera Markovna Karelina
Vera Markovna Karelina, nata Markova, in russo Вера Марковна Карелина? (San Pietroburgo, 1870 – Leningrado, 1931), è stata un'operaia e rivoluzionaria russa.

## Biografia
Nata nel 1870, crebbe nell'Ospedale degli Innocenti, un orfanotrofio di Pietroburgo, dove imparò il mestiere di operaia tessile. Nel 1890 lasciò l'orfanotrofio, s'impiegò nel Nuovo Cotonificio Thornton della capitale ed entrò nel Comitato operaio, un circolo illegale socialdemocratico fondato dai fratelli Fëdor ed Egor Afanas'ev, e legato al gruppo di Brusnëv, una delle prime organizzazioni socialdemocratiche russe, dove si leggevano libri proibiti dal regime e si studiavano le teorie di Marx.
Nel 1891 Vera Markova fu alla guida, insieme con Anna Boldyreva, del circolo di operaie tessili in collegamento con il gruppo di Brusnëv. Nel 1892 partecipò alla manifestazione celebrativa del 1º maggio: arrestata, fu tenuta per sei mesi nella Casa di detenzione preventiva e poi allontanata da Pietroburgo. Nella cittadina di Sumy, in Ucraina, fu nuovamente arrestata e imprigionata nel carcere di Char'kov, dal quale uscì nel 1894.

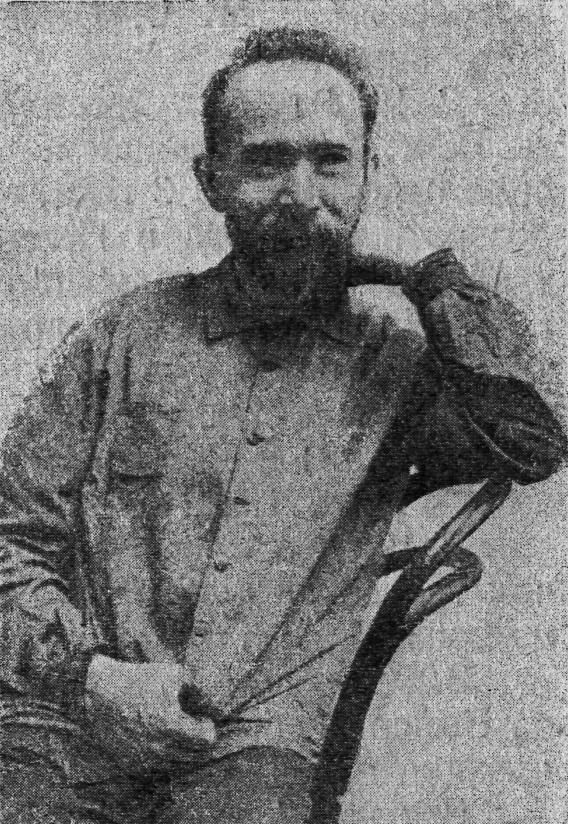
Aleksej Karelin

Tornata a Pietroburgo nel 1896, vi riprese l'attività politica illegale e partecipò ai grandi scioperi che agitarono le fabbriche tessili di Pietroburgo. Entrò in contatto con l'Unione di lotta per l'emancipazione della classe operaia di Lenin e Martov, che conobbe personalmente. Nel 1897, insieme con il marito, l'operaio Aleksej Karelin, fondò sull'isola Vasil'evskij un nuovo circolo illegale impegnato nella propaganda e nell'agitazione politica in collegamento con il POSDR.
Inizialmente ostili nei confronti dell'Assemblea degli operai russi di fabbrica e officina, l'organizzazione legale fondata nel 1903 dal pope Gapon in collaborazione con l'Ochrana, i coniugi Karelin si convinsero che Gapon fosse sinceramente devoto alla causa dei lavoratori e decisero di collaborare con lui, pensando di utilizzare l'attività legale offerta dall'Assemblea per promuovere tra gli operai i programmi socialdemocratici. Entrambi divennero figure di spicco dell'organizzazione: mentre Karelin fu il tesoriere dell'Assemblea e membro del suo "comitato segreto", Vera Karelina ebbe la responsabilità del gruppo femminile.
I Karelin ebbero il merito di aver contribuito a politicizzare l'associazione operaia, entrando anche in conflitto con le opinioni di Gapon, che pure riteneva Vara Karelina «una donna di straordinaria forza spirituale che può diventare il capo del proletariato femminile».
Partecipò alla manifestazione del 22 gennaio 1905, nella quale il grande corteo degli operai dell'Assemblea che si avviò al Palazzo d'Inverno per presentare una petizione allo zar fu preso a fucilate dalle truppe. Come molti suoi compagni, anche che la Karelina si aspettava una reazione sanguinosa delle autorità zariste.
Con la repressione dell'organizzazione operaia, Vera Karelina tornò nell'illegalità, mantenendosi in contatto con Gapon, nel frattempo riparato all'estero. In ottobre fu eletta al Soviet dei deputati operai e si occupò dello sviluppo cooperativo agricolo. Dopo la caduta dello zarismo, scrisse dei saggi sulla storia del movimento operaio.

## Scritti
- Gli inizi del movimento operaio di San Pietroburgo, «Krasnaja Letopis'», 4, 1922
- Gli operai nella Società di Gapon, Leningrado, Priboj, 1926